# Hyperbaena domingensis
Hyperbaena domingensis là một loài thực vật có hoa trong họ Biển bức cát. Loài này được (DC.) Benth. mô tả khoa học đầu tiên năm 1861.